# 高橋文室麻呂
高橋 文室麻呂（たかはし の ふんやまろ）は、平安時代前期の貴族・雅楽家。姓は朝臣。備前掾・高橋彦公の子。官位は従五位下・越後介。

## 経歴
信濃国の人。膳氏（膳臣）の一族で、曾祖父・倭が母姓である錦部に改姓し、さらに父・彦公が高橋朝臣に改姓したという。彦公は五経を読解していたことから嵯峨天皇に近侍し、文室麻呂も9歳にして嵯峨上皇に仕えた。嵯峨上皇は自ら琴を教授したが、文室麻呂は日々上達していき、同様に琴を習っていた他の者でその技術が及ぶ者はなかったために、「琴師」という号を与えられた。
天長8年（831年）16歳の時に元服し蔵人となる。嵯峨上皇の崩御後は仁明天皇にも蔵人として仕え、のちに常陸大掾・右兵衛尉を歴任する。また、勅により仁明天皇の皇子・時康親王（のち光孝天皇）・本康親王にも琴を教授した。斉衡4年（857年）外従五位下、貞観元年（859年）従五位下と文徳朝末から清和朝初頭にかけて昇進し、清和朝では越後介を遙任で務めた。
琴の技術において当時最も優れているとされ、文徳天皇や清和天皇も文室麻呂を殿上に召して琴を習うなど、嵯峨・仁明・文徳・清和の四代の天皇から寵遇を受けた。
貞観6年（864年）2月1日卒去。享年49。最終官位は従五位下行越後介。

## 官歴
『六国史』による。
- 天長5年（828年） 日付不詳：錦部から高橋朝臣に改姓
- 天長8年（831年） 日付不詳：元服。日付不詳：蔵人
- 時期不詳：正六位上。常陸大掾。右兵衛大尉
- 斉衡4年（857年） 正月7日：外従五位下
- 貞観元年（859年） 11月19日：従五位下（内位）
- 貞観3年（861年） 正月13日：越後介
- 貞観5年（863年） 3月28日：次侍従
- 貞観6年（864年） 2月1日：卒去（従五位下行越後介）